# 史隆數位巡天
斯隆数字化巡天（英語：Sloan Digital Sky Survey，縮寫為）是使用位於新墨西哥州阿帕契點天文台(APO)的2.5米口径望遠鏡进行的红移巡天项目。该项目开始于2000年，以艾爾弗·斯隆基金會的名字命名，计划观测25%的天空，獲取超过一百萬個天體的多色测光资料和光谱数据。斯隆数字化巡天的星系样本以紅移0.1為中值，对于紅星系的紅移值達到0.4，對于類星體紅移值则達到5，並且希望探测到紅移值大于6的類星體。

## 觀測
斯隆数字化巡天使用口径为2.5米的宽视场望遠鏡，从1998年到2009年，它在成像和光谱模式下进行了观测。 成像相机于2009年底退役，此后望远镜完全以光谱模式进行观测。
测光系统配以分别位于u、g、r、i、z波段的五个滤镜对天体进行拍摄。这些照片经过处理之后生成天体的列表，包含被观测天体的各种参数，比如它们是点状的还是延展的，如果是后者，则该天体有可能是一个星系，以及它们在CCD上的亮度，这与其在不同波段的星等有关。
另外，天文学家们还选出一些目標来进行光谱观测。目标的位置用钻孔的方式记录在铝板上，小孔的后面接有光纤，将目标天体的光引入摄谱仪。望远镜每次可以同时拍摄640个天体的光谱，每晚大约需要6到9块铝板对天体进行定位，
望遠鏡每天晚上產生大約200GB的數據。

## 阶段

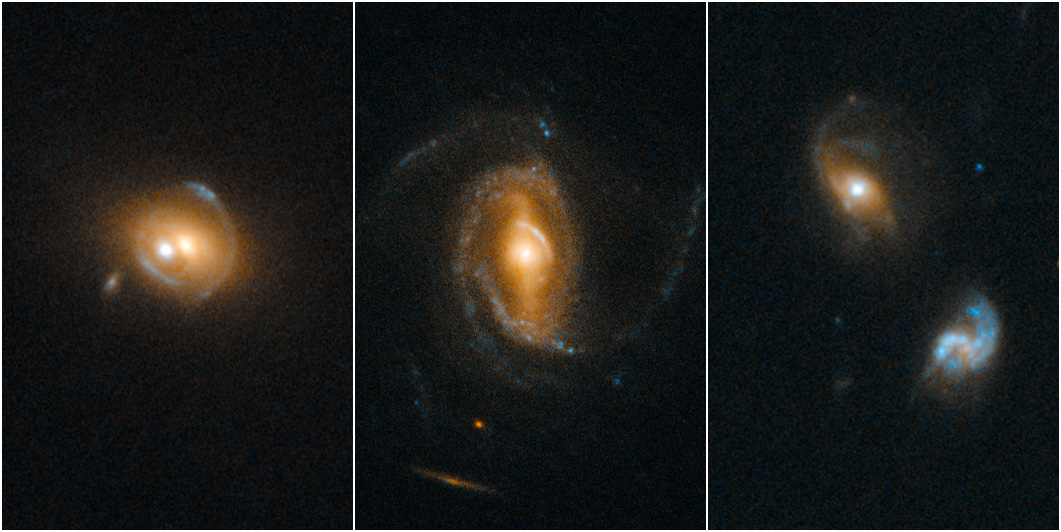
類星體充當引力透鏡。為了找到這些星系-類星體組合充當透鏡的案例，天文學家從SDSS 中選擇了23,000個類星體光譜。

### SDSS-I：2000-2005
在2000年至2005年的第一階段操作中，SDSS 在五個光學帶通中對超過 8,000 平方度的天空成像，並獲得了從該成像的 5,700 平方度中選出的星系和類星體的光譜。 它還獲得了南銀河帽中300平方度條紋的重複成像（大約 30 次掃描）。

### SDSS-II：2005-2008
2006年，斯隆数字化巡天进入了名为的新阶段，进一步探索銀河系的結構和组成，而斯隆超新星巡天计划搜寻Ⅰa型超新星爆发，以测量宇宙学尺度上的距离。 2008年10月31日，发布了最后一次数据。
SDSS-II开始就增加来自在韩国、中国和瑞士这三个国家的25所大学、研究机构和研究小组。

#### 史隆擴大瞭解和探索銀河系計畫(SEGUE)
史隆理解和探索銀河的扩充計畫（缩写为）获得了银河系内24萬顆恆星的光譜，它们的徑向速度在每秒10公里上下，这使天文学家们得以研究銀河系的結構以及各组成部分是如何形成的。

#### 史隆超新星巡天
史隆超新星巡天计划快速扫描300平方度的天空，搜寻光度快速变化的天体，寻找Ia超新星爆发。在2005年，该计划找到了130个爆发的Ia超新星，在2006年找到197顆，总数已经超过了300个，这项计划进行到2007年底。

### SDSS-III：2008–2014
斯隆数字化巡天第三期工程已经于2008年7月启动。它包括四項单獨的調查：

#### APO银河演化实验 (APOGEE)
阿帕契點天文台(APO)银河演化实验 (APO Galactic Evolution Experiment, 缩写：APOGEE) 使用高分辨率、高信噪比红外光谱穿透遮蔽银河系内部的尘埃。 APOGEE调查了100,000颗红巨星，覆盖了整个银河系核球、棒状、盘状、和银晕区域。它使在高光谱分辨率（λ ≈ 1.6 μm 时R ≈ 20,000）和高信噪比（100∶1）下观测到的恒星数量增加了100倍以上。 高分辨率光谱揭示了大约 15 种元素的丰度，提供了有关形成红巨星的气体云成分的信息。 APOGEE 计划收集 2011 年至 2014 年的数据，并于 2013 年底作为 SDSS DR10 的一部分发布了第一批数据。

#### 重子振荡光谱调查 (BOSS)
SDSS-III的重子振荡光谱巡天（Baryon Oscillation Spectroscopic Survey, 缩写：BOSS）旨在测量宇宙的膨胀率。它绘制了发光红星系 (LRG) 和类星体的空间分布图，以确定它们的空间分布，并检测早期宇宙中重子声学振荡所留下的特征尺度。 在早期宇宙中传播的声波，就像在池塘中扩散的涟漪一样，在星系之间的相对位置上留下了特征尺度。 宣布 BOSS 测量宇宙尺度的精度达到百分之一，并于 2014 年春季完成。

#### SEGUE-2
最初的‘史隆擴大瞭解和探索銀河系計畫’ (SEGUE-1) 获得了近240,000颗光谱类型范围内恒星的光谱。 在此成功的基础上，SEGUE-2 通过光谱观测了大约120,000颗恒星，重点关注银河系的原位恒星晕，距离为 10 到 60 kpc。 SEGUE-2 的样本量是SEGUE-1的两倍。
结合SEGUE-1和SEGUE-2揭示了星系晕和盘的复杂运动学和化学亚结构，为星系的聚集和富集历史提供了重要线索。 特别是，外晕预计将由晚期吸积事件主导。 SEGUE 数据可以帮助限制现有的恒星晕形成模型，并为下一代星系形成的高分辨率模拟提供信息。 此外，SEGUE-1 和 SEGUE-2 可能有助于发现稀有的化学原始恒星，它们是最早几代宇宙恒星形成的化石。

### SDSS IV: 2014-2020

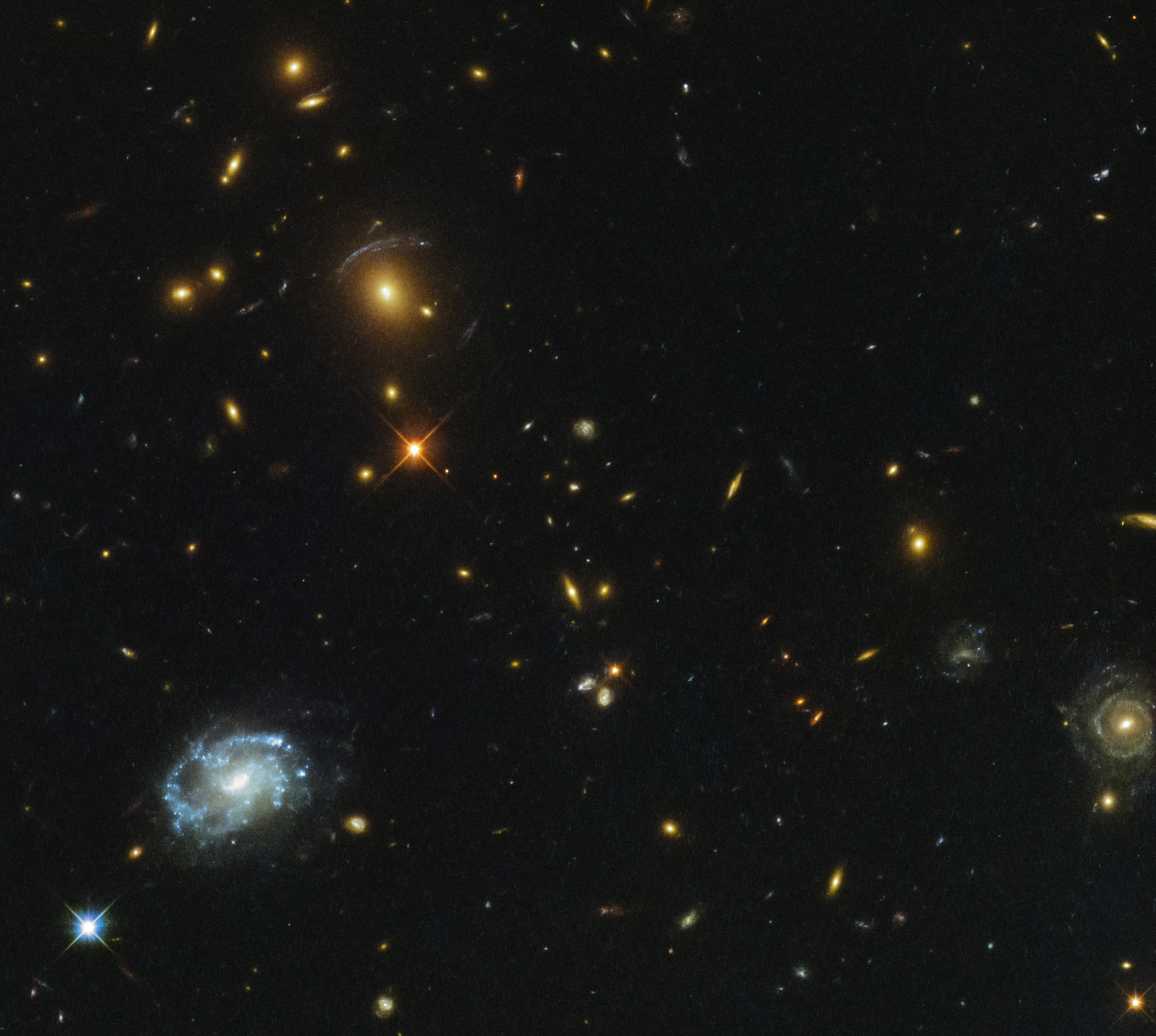
來自遙遠星系的光被塗抹並扭曲成奇怪的形狀、弧線和條紋。

最新一代的SDSS（SDSS-IV，2014-2020）正在將精確的宇宙學測量擴展到宇宙歷史的關鍵早期階段（eBOSS），擴展其對北半球和南半球銀河系的紅外光譜調查（APOGEE-2 )，並首次使用斯隆光譜儀製作單個星系的空間分辨圖 (MaNGA)。

#### APO银河演化实验（APOGEE-2）
对银河系的恒星调查，包括两个主要部分：北半球调查使用阿帕契點天文台(APO)的明亮时间，以及南半球调查使用在拉斯坎帕纳斯天文台(LCO)的2.5 m杜邦望远镜。

### SDSS-V: 2020-至今
新墨西哥州的阿帕契點天文台於2020年10月開始為SDSS-V收集數據。阿帕契點天文台計劃在 2021 年中期從插板（帶有手動放置孔的鋁板，用於星光照射）轉換為小型自動化機器人 今年晚些時候與智利的拉斯坎帕纳斯天文台（Las Campanas Observatory)合作。 銀河地圖調查將針對 600 萬顆恆星的光譜。 Black Hole Mapper 調查將以星係為目標，間接分析它們的超大質量黑洞。 Local Volume Mapper 調查將瞄準附近的星係來分析它們的星際氣體雲。

## 史隆數位巡天的貢獻
斯隆数字化巡天涵蓋了南銀極周围7,500平方度的星空，记录到近二百萬個天體的数据，包括80多万个星系和10多万个类星体的光譜的数据。這些天體的位置和距離資料为人们研究宇宙的大尺度结构开辟了道路。下表是SDSS有光譜的星種數量：
| 種類              | 個數    |
| ----------------- | ------- |
| 星系              | 790,220 |
| 類星體 (z <2.3)   | 89,458  |
| 類星體 (z ≥2.3)   | 12,892  |
| M型和更晚型的恆星 | 64,895  |
| 其他恆星          | 126,351 |
| 天空光譜          | 59,843  |
| 待確認天體        | 19,861  |

## 數據訪問

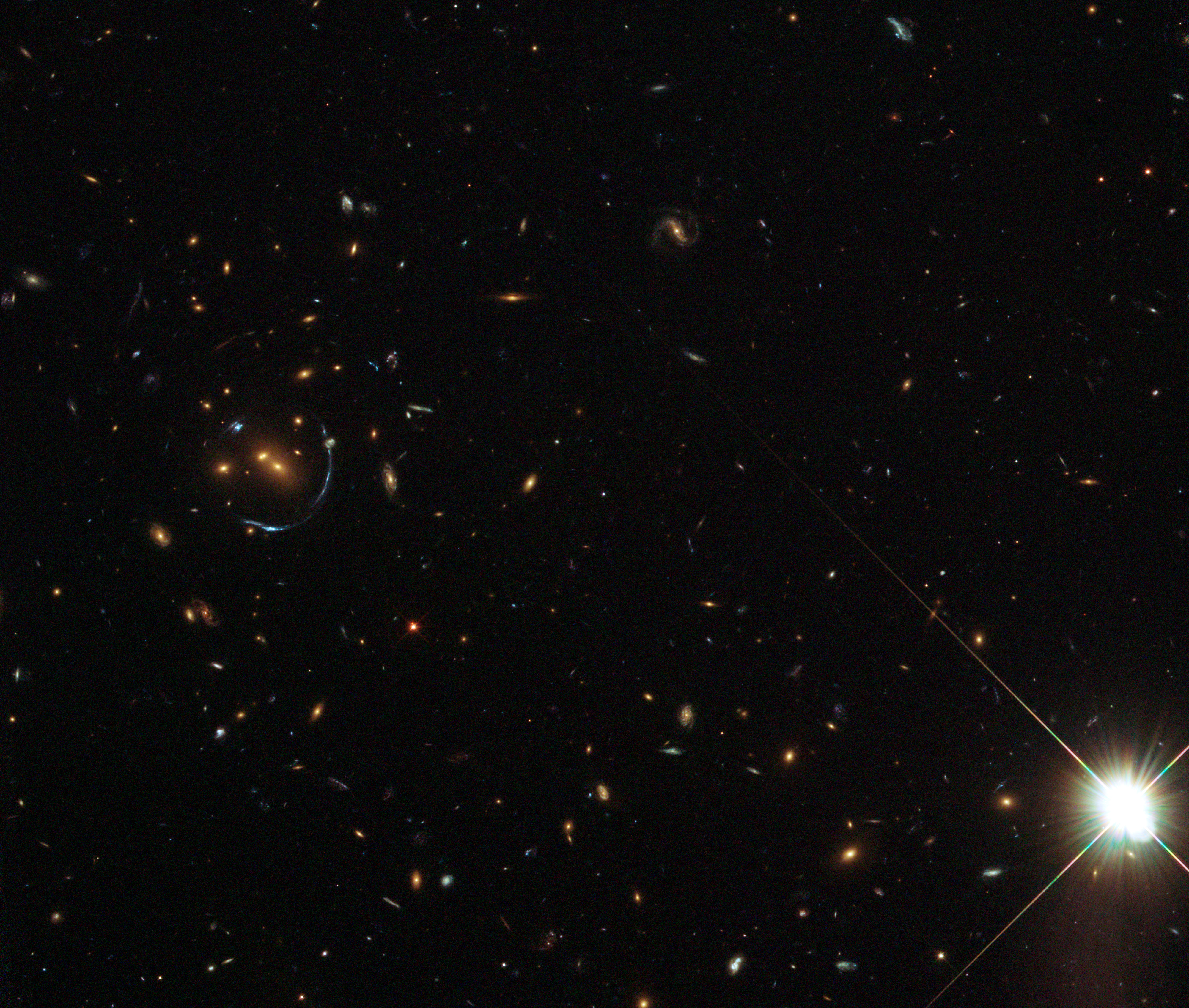
LRG-4-606 是一個發光的紅色星系。 LRG是在SDSS中發現的亮紅色星系目錄的首字母縮寫詞。

SkyServer為底層Microsoft SQL Server提供了一系列接口。光譜和圖像都以這種方式可用，並且界面非常易於使用，例如，只需提供坐標即可獲得SDSS數據發布覆蓋的任何天空區域的全彩色圖像。 數據僅供非商業用途，未經書面許可。
斯隆数字化巡天将全部图片和光谱数据发布在国际互联网上，并且提供了简单易用的接口。用户只要输入坐标就可以获得斯隆数字化巡天拍摄在该天区拍摄的全部图像。同时还提供了针对从学生到专业天文学家的详尽指南。数据也可以通过美国宇航局的世界风(NASA World Wind)软件获取。
Google地球中的Sky包含來自SDSS的數據，適用於可獲得此類數據的地區。 還有用於SDSS光度測量和光譜層的KML插件，允許從 Google Sky 內直接訪問 SkyServer 數據。
數據也可在帶有3D可視化器的海登天文馆(Hayden Planetarium)上獲得。
繼技術研究員詹姆斯·格雷 (Jim Gray)代表微軟研究院對 SkyServer項目的貢獻之後，微軟的WorldWide Telescope使用了SDSS和其他數據源。
MilkyWay@home還使用SDSS的數據創建了一個高精度的銀河系三維模型。

## 成果
除了描述调查本身的出版物外，斯隆数字化巡天(SDSS)数据还已經被用于涉及范围广泛的天文主题的出版物中。 斯隆数字化巡天网站有这些出版物的完整列表，涵盖可观测宇宙范围内的遥远类星体、星系分布、我们银河系内恒星的特性、以及宇宙中的暗物质和暗能量等主题。

### 星图
基于数据发布9( Data Release 9)的公布，2012年8月8日发布了大质量星系和遥远黑洞的新3D星图。

## 參见
- 艾爾弗·斯隆基金會
- 星系顏色-星等圖
- 星系動物園
- 詹姆斯·冈恩 (天文学家)
- 史隆長城